# Hetejärvi (sjö i Norra Österbotten)
Hetejärvi är en sjö i Finland. Den ligger i kommunen Pudasjärvi i landskapet Norra Österbotten, i den centrala delen av landet, 600 km norr om huvudstaden Helsingfors. Hetejärvi ligger 186,3 meter över havet. Den ligger vid sjön Puhosjärvi. Den är 2,3 meter djup. Arean är 93,4 hektar och strandlinjen är 5,4 kilometer lång. Sjön  ingår i Ijo älvs huvudavrinningsområde. 